# Кабрере
Кабрере́ (фр. Cabrerets) — коммуна во Франции, находится в регионе Юг — Пиренеи. Департамент — Ло. Входит в состав кантона Лозе. Округ коммуны — Каор.
Код INSEE коммуны — 46040.

## География
Коммуна расположена приблизительно в 490 км к югу от Парижа, в 105 км севернее Тулузы, в 19 км к востоку от Каора в месте слияния рек Сань и Селе.
Через Кабрере проходит паломническая дорога к могиле апостола Иакова в испанском городе Сантьяго-де-Компостела.

## Население
Население коммуны на 2008 год составляло 231 человек.
| 1962 | 1968 | 1975 | 1982 | 1990 | 1999 | 2008 |
| ---- | ---- | ---- | ---- | ---- | ---- | ---- |
| 290  | 242  | 236  | 213  | 191  | 203  | 231  |

## Администрация
| Период | Период | Фамилия       | Партия | Примечания |
| ------ | ------ | ------------- | ------ | ---------- |
| 1977   | 1983   | Мари Лабрус   |        |            |
| 1983   | 1995   | Пьер Пертюза  |        |            |
| 1995   | 2001   | Андре Юрьен   |        |            |
| 2001   | 2004   | Анри Нуири    |        |            |
| 2004   | 2014   | Ален Монселон |        |            |

## Экономика
В 2007 году среди 136 человек в трудоспособном возрасте (15-64 лет) 105 были экономически активными, 31 — неактивными (показатель активности — 77,2 %, в 1999 году было 78,9 %). Из 105 активных работали 91 человек (50 мужчин и 41 женщина), безработных было 14 (7 мужчин и 7 женщин). Среди 31 неактивных 4 человека были учениками или студентами, 14 — пенсионерами, 13 были неактивными по другим причинам.

## Достопримечательности
- Замок Кабрере[фр.] (XVI век). Исторический памятник с 1996 года[3]
- Пещера Пеш-Мерль. В пещере были обнаружены памятники доисторического искусства эпохи палеолита, открытые для публичного доступа. Исторический памятник с 1951 года[4]
- Пещеры Марсенак. Исторический памятник с 1951 года[5]
- Пещера Канталь. Проводятся археологические раскопки. Исторический памятник с 1993 года[6]
- Дольмен Ма-д’Аржак. Исторический памятник с 1966 года[7]

## Фотогалерея

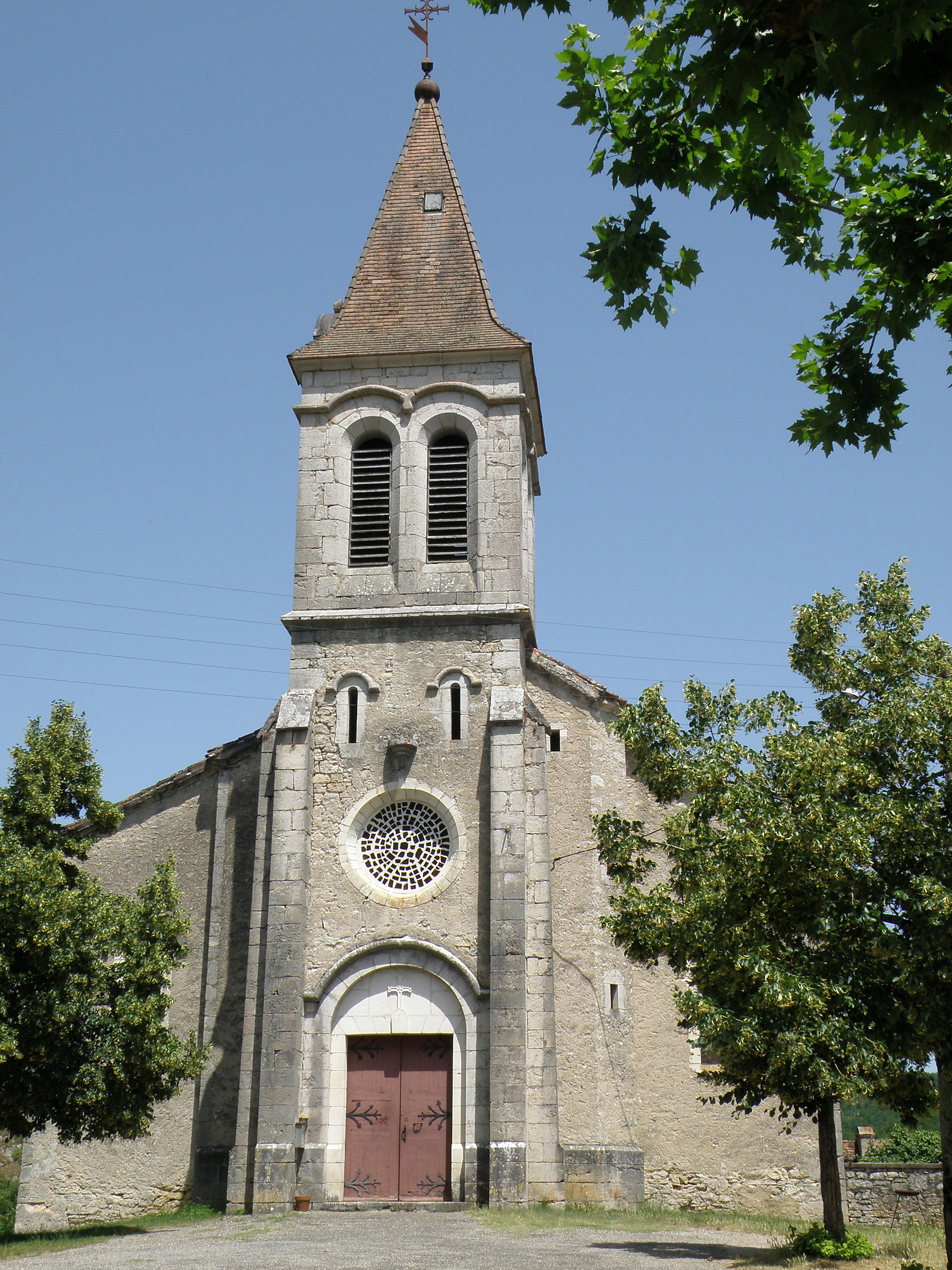
Церковь
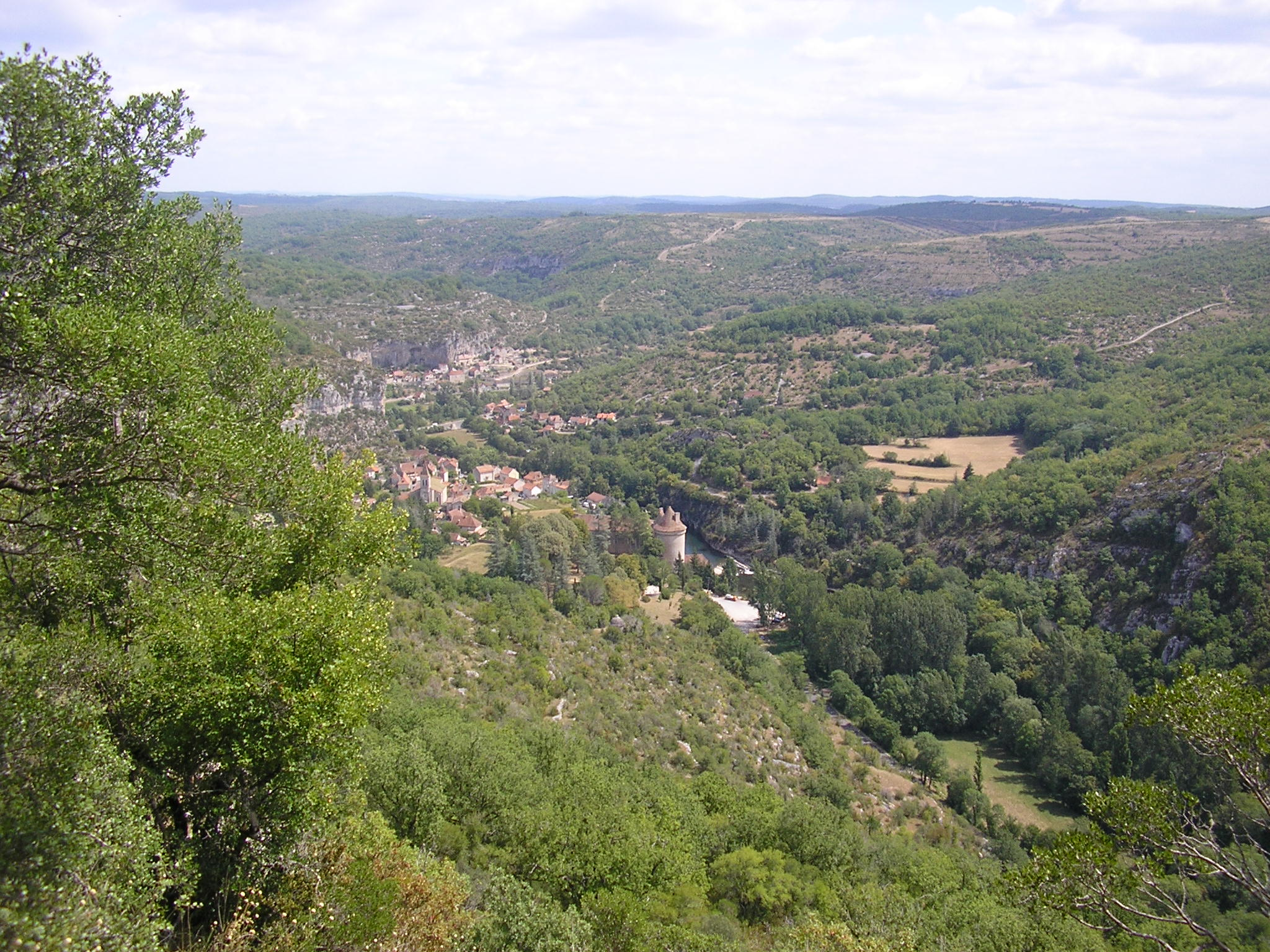
Кабрере
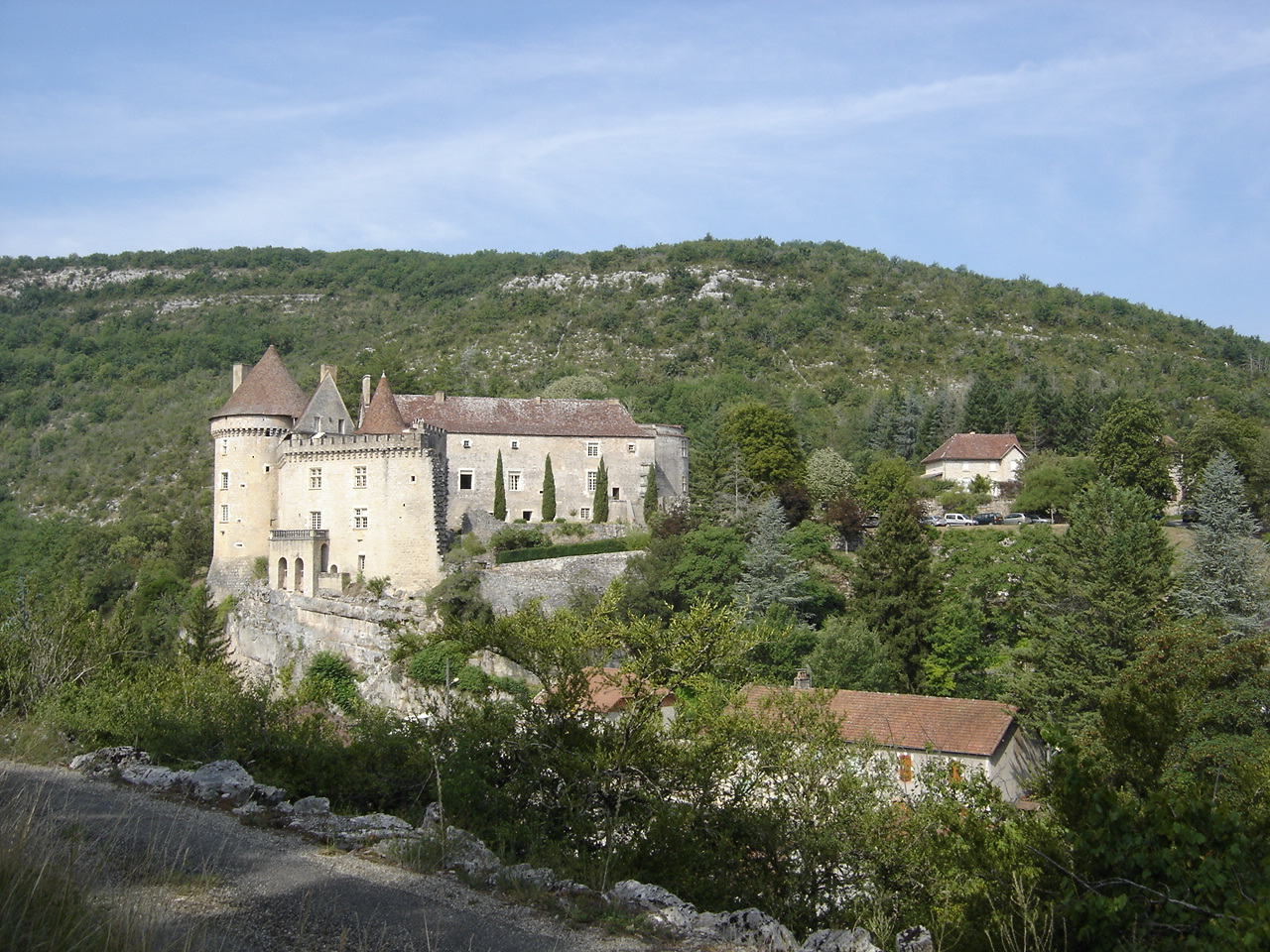
Замок Кабрере
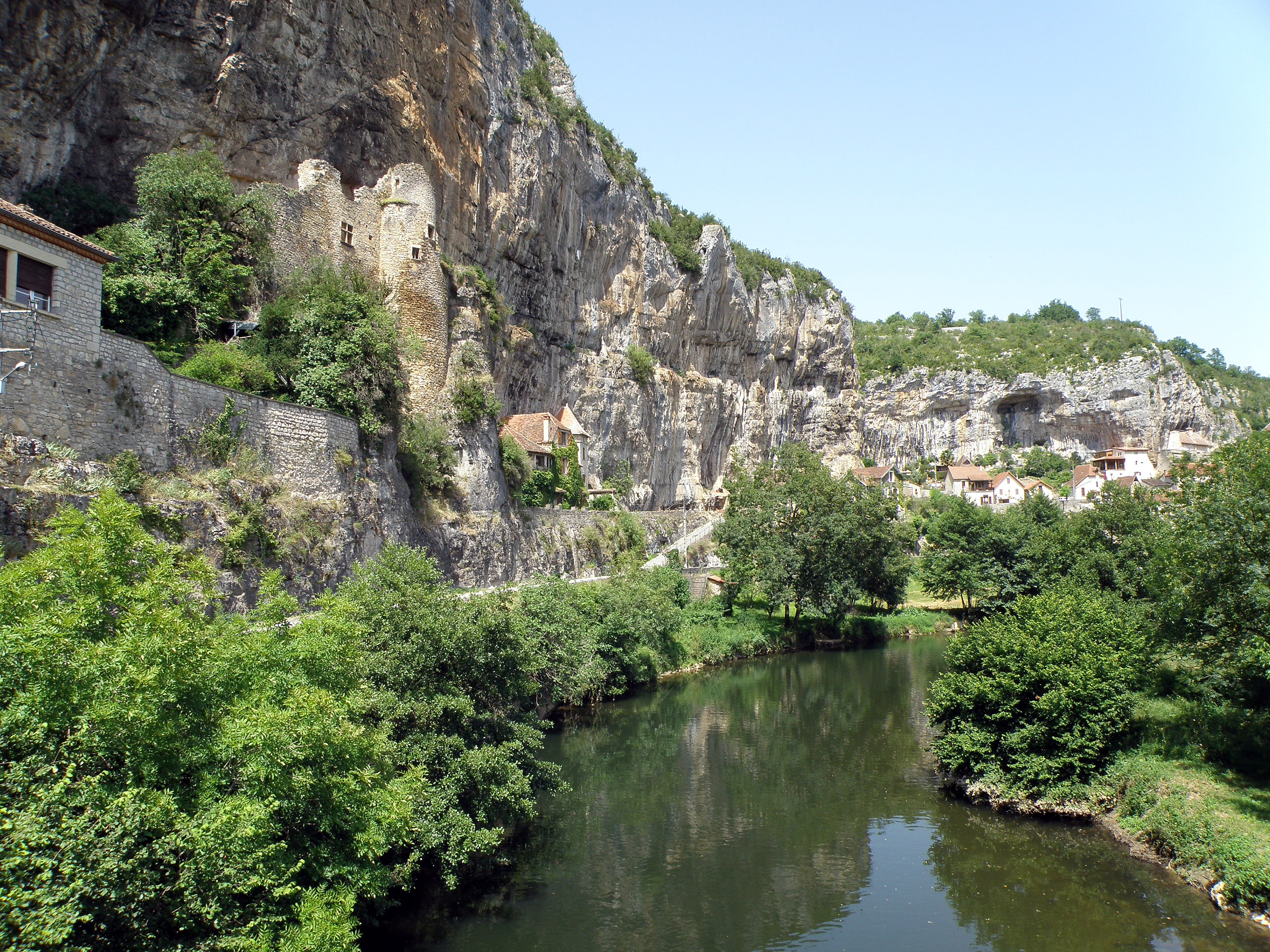
Замок Дьябль и река Селе
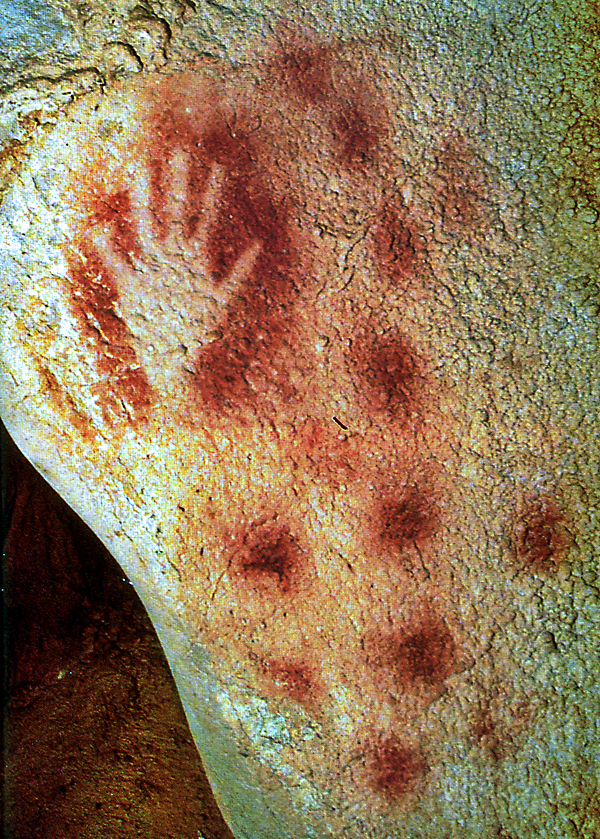
Наскальные изображения в пещере Пеш-Мерль